# 元子女王
元子女王（げんし（もとこ）じょおう、生没年不詳）は、平安時代前期の皇族。伊勢斎宮。本康親王の王女（仁明天皇の皇孫）。兄弟に雅望王、廉子女王らがいた。
従兄弟宇多天皇の即位により、寛平元年（889年）2月16日斎宮に卜定された。同年9月御禊、初斎院入り。寛平2年（890年）9月5日、野宮に入る。同3年（891年）9月4日、伊勢に群行。同9年（897年）3月、宇多天皇の譲位により在任9年で退下した。その後の消息は不明である。